# Nepetalattone
Il nepetalattone è un iridoide isolato dalla Nepeta cataria ed è una sostanza psicoattiva.